# Stjepan Betlheim

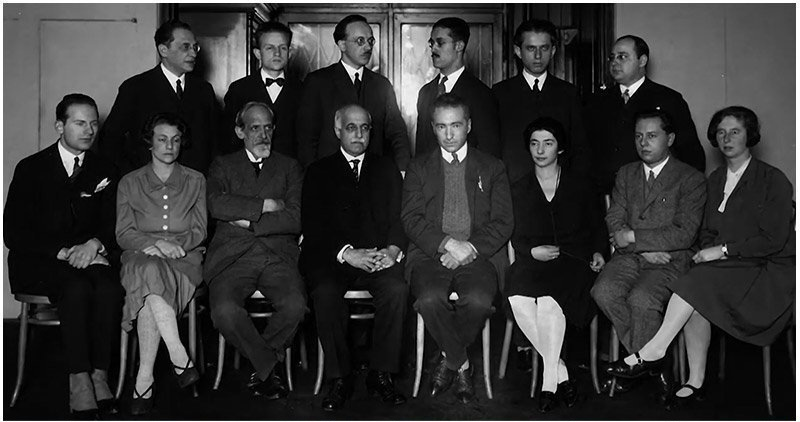
Stjepan Betlheim im Wiener Psychoanalytischen Ambulatorium 1922 (stehend, 2. von rechts).
Foto: Ludwig Gutmann

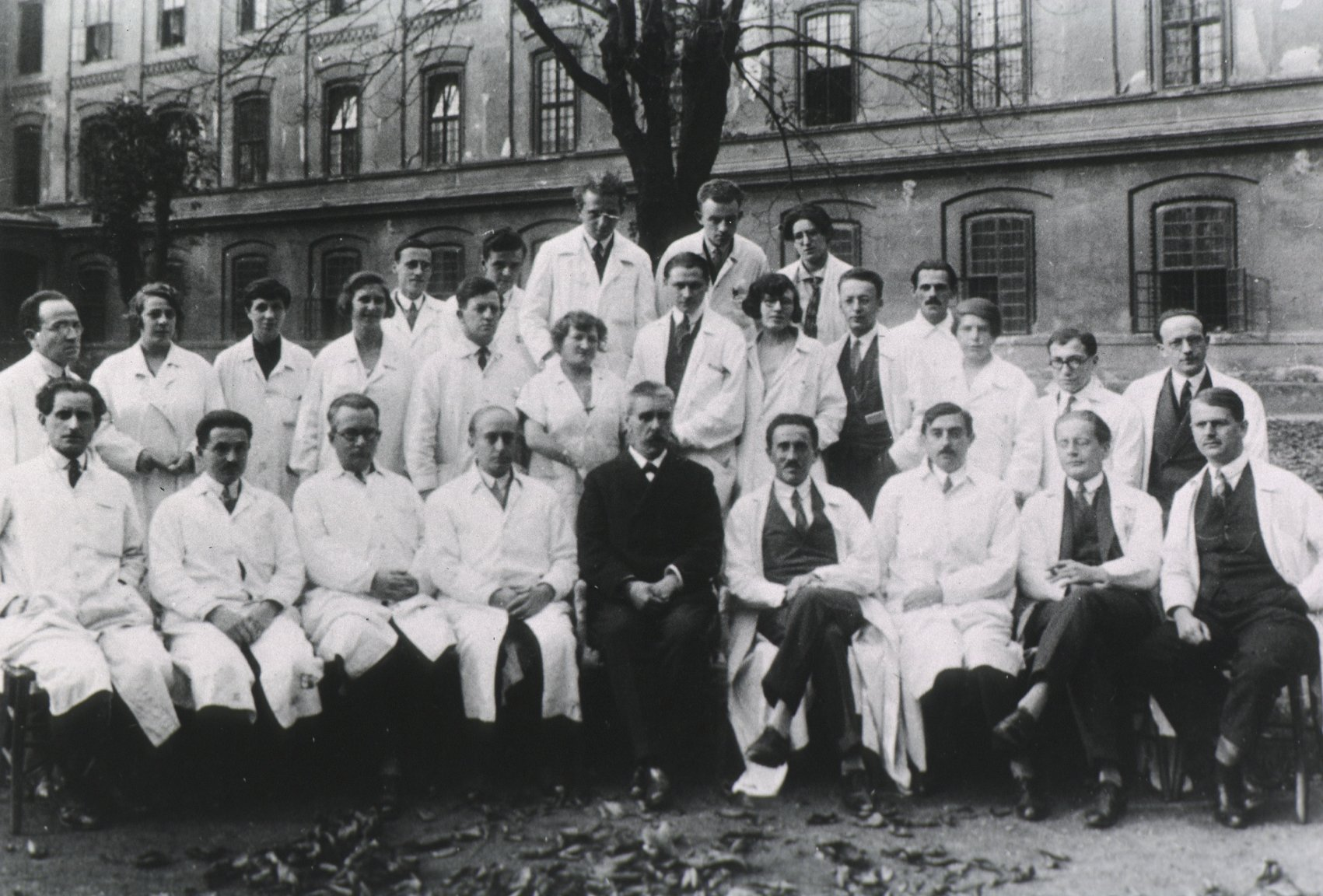
Wagner-Jaureggs Ärzteteam in
Wien 1927.
Stjepan Betlheim in der 3. Reihe, der dritte von links.

Stjepan Betlheim (geboren 22. Juli 1898 in Zagreb, Österreich-Ungarn; gestorben 24. September 1970 in Zagreb, Jugoslawien) war ein jugoslawischer Psychiater und Psychoanalytiker.

## Leben
Stjepan Betlheim wurde im seinerzeit zu Ungarn gehörenden Zagreb in eine jüdische Familie geboren. Er studierte Medizin in Graz und Wien, wo er 1922 promovierte. In Wien arbeitete er bei Julius Wagner-Jauregg, begann eine Analyse bei Paul Schilder und arbeitete mit Heinz Hartmann zusammen. Die  Lehranalysen hatte er bei Sándor Rádo, die Kontrollanalysen bei Karen Horney und Helene Deutsch.
Mit Nikola Sugar (1897–1945) und Hugo Klajn (1894–1981) baute er in Jugoslawien eine psychoanalytische Gruppe auf, die bis zur Besetzung Jugoslawiens 1941 Bestand hatte, die aber (noch) nicht die Weihen der Internationalen Psychoanalytischen Vereinigung erhielt. Im Zweiten Weltkrieg floh er nach Bosnien und beteiligte sich am jugoslawischen Widerstand gegen die Deutschen, Ungarn und Italiener.
Nach dem Krieg wurde er Dozent an der Neurologisch-Psychiatrischen Universitätsklinik Zagreb. Er wurde 1952 Mitglied der International Psychoanalytical Association und gründete 1968 die jugoslawische Landesorganisation. Betlheim entwickelte die Gruppentherapie bei sexuellen Störungen weiter.

## Ehrungen
Die kroatische Post ehrte ihn 1998 mit einer Briefmarke.

## Schriften (Auswahl)
- mit Heinz Hartmann: Über Fehlreaktionen bei der Korsakoffschen Psychose, in: Archiv für Psychiatrie und Nervenkrankenheiten 1924, 72, S. 278–286
- Psihijatrija, 1959
- Neuroze i njihovo lečenje, 1963
- O govornim omaškama u Korsakovljevoj psihozi, 1989
- Snovi u psihoterapiji, 1993
- Radovi, pisma, dokumenti : 1898–1970, 2006